# Saint-Savin, Hautes-Pyrénées
Saint-Savin là một xã thuộc tỉnh Hautes-Pyrénées trong vùng Occitanie tây nam nước Pháp.